# فرودگاه بین‌المللی ارنهوت سیووسو
فرودگاه بین‌المللی ارنهوت سیووسو (به انگلیسی: Erenhot Saiwusu International Airport) یک فرودگاه همگانی با کد یاتا ERL است . این فرودگاه در کشور چین قرار دارد .

## شرکت‌های هواپیمایی و مقصدهای پروازی
| شرکت‌های هواپیمایی      | مقصدهای پروازی |
| ---------------------- | -------------- |
| بیجینگ کپیتال ایرلاینز | پکن            |
| China Express Airlines | هوهوت بایتا    |
| هونو ایر               | بویانت-اوخا    |
| تیانجین ایرلاینز       | هوهوت بایتا    |